# Фізичні вправи

Підтягування на перекладині (тренування м'язів спини та верхніх кінцівок)

Фізи́чні впра́ви — це фізична активність, яка виконується з метою покращення або підтримки фізичної форми, здоров’я чи загального самопочуття. Фізичні вправи передбачають використання м’язів і витрат енергії для досягнення певних цілей, таких як підвищення сили, витривалості, гнучкості, швидкості, рівноваги або тренування серцево-судинної системи.
Фізичні вправи — це прості рухи та складені з них рухові послідовності й їх поєднання, упорядковані з метою фізичного розвитку. Це поєднання рухових дій, що призначені для удосконалення рухової діяльності (тренування, навчання), удосконалення тіла (м'язи, зв'язки, сухожилля, суглоби, кістки) та демонстрування й оцінки їх досконалості.
Приклади фізичних вправ — біг, ходьба, плавання, підтягування, віджимання, присідання, легка й важка атлетика, гімнастика, акробатика, йога, їзда на велосипеді та тренування в командних видах спорту, таких як футбол, волейбол, баскетбол, гандбол, хокей тощо.
Організаційно-методично фізичні вправи представлені у вигляді гімнастики, легкої та важкої атлетик, рухливих та спортивних ігор, спортивного туризму, тощо. Різні поєднання та системи фізичних вправ складають і формують спорт, входять до програми фізичного виховання у навчальних закладах і є складовою фізичної культури.

## Вступ

Віджимання від підлоги (відтискання) — тренування грудних м'язів, м'язів верхніх кінцівок та, частково, м'язів живота, спини та сідниць

Фізична культура у будь-якому віці приносить хороше самопочуття і покращує як душевний, так і фізичний стан.

Присідання — тренування м'язів ніг

Фізична вправа, це будь-який повторюваний рух тіла задля збереження або поліпшення здоров'я. Вони також часто спрямовані на покращення спортивних здібностей та/або навичок. Постійні фізичні вправи є невід'ємною складовою запобігання деяких захворювань, таких як розлади серця, серцево-судинні захворювання, цукровий діабет 2 типу, надмірна вага, біль у спині та інше.

Фізичні вправи на м'ячі

Фізичні вправи слід виконувати помірковано та узгоджено, звертаючи увагу на внутрішні фізичні зміни, щоби навчитися розуміти причинно-наслідковий зв'язок між певним фізичним рухом та його безпосереднім впливом на відчутні внутрішні зміни. Це потрібно, оскільки надмірні обтяження можуть призвести до фізичного зношення певних частин тіла. Через це варто зважати на узгодженні зусиль, як внутрішніх, так і зовнішніх, а самопізнання допомагає цьому завдяки ретельному самодослідженню стану під час фізичної активності.
Фізичні вправи потрібні для різнобічного здоров'я; крім того, їх треба доповнювати раціональним харчуванням та здоровим способом життя.
Люди, які регулярно виконують фізичні вправи здоровіші, щасливіші, живуть довше й молодші епігенетично, та мають нижчий ризик захворюваності, зокрема, на хвороби серця та онкологічні захворювання. Такі люди частіше мають здорову вагу тіла (індекс маси-тіло), більше м'язової тканини та менше жирової. Дослідження показують, що фізичні навантаження знижують ризики смертності від усіх природних причин.
Переваги фізичних вправ:
- Підвищують життєвий тонус, забезпечуючи таким чином більше енергії та працездатності.

- Допомагають у боротьбі зі стресом, тривогою та депресією.

- Покращують когнітивні функції (пам'ять, увагу, мислення).[4]
- Підвищують самооцінку та самопізнання.

- Збільшують м'язову спроможність і стійкість до втоми.

- Полегшують розслаблення та знімають напругу у тілі. Допомагають заснути.

- Покращують чутливіть до інсуліну, спалюють калорії, допомагаючи скинути зайву вагу або підтримувати нормальну вагу.

- Заохочують співіснування між друзями та родиною, а також дають можливість зустрічатися з іншими людьми.

- Сприяють здоровому способу життя без залежності від тютюну, алкоголю та інших шкідливих речовин.

- Покращують сексуальну активність.

- Зменшують відчуття відокремленості та самотності серед людей похилого віку.

- Зміцнюють легені і тим самим покращують обіг кисню в крові.

- Знижують рівень холестерину та ризик серцевого нападу, узгоджують артеріальний тиск.

- Підштовхують викид ендорфінів, так званих «гормонів щастя».

- Покращують душевну рівновагу і ясність розуму.

Якнайменша кількість часу для запобігання захворюванням — 30 хвилин помірних фізичних занять щодня. Інші звички, які слід поєднувати з фізичними вправами, це: гарне харчування, відповідний відпочинок, охайність та уникнення вживання речовин, які шкідливі для організму, таких як тютюн, алкоголь, надмірне споживання цукру тощо.
У виконані фізичних вправ завжди присутні три складові:
- 1. Вихідне положення учасників (в.п.).
- 2. Чітке виконання певних рухів (із можливим підрахунком: 1-2-3-4 тощо).
- 3. Кінцеве положення[6].

## Загальні відомості

Відпрацювання стрибків

Для кожної вправи м'язи визначаються як первинно залучені у руху — незалежно від того активні вони або статичні. Діяльними (або головними) вважаються м'язи, що скорочуються і приводять до руху певну частину тіла. Статичними є ті, які або допомагають скороченню м'язів, або, з початком руху, роблять стійкими первинну чи вторинну структуру, що сприяє руху.
Існує величезна кількість виконання тих чи інших різновидів фізичних вправ — для будь-якої з них завжди знайдеться чотири або п'ять різних способів залучити певні м'язи (шляхом зміни захоплення руками, положення стоп, зміни швидкості руху тощо).
Вибір особливих вправ, їх дієвість (застосовувана вага, коли вони використовуються), обсяг (кількість підходів та повторень), тривалість та періодичність (кількість занять на тиждень) визначаються виходячи з особистих можливостей та мети людини. Найкращим та найбільш придатним способом визначитися з цим — звернутися за порадою до фахівця з фітнесу (із загального оздоровлення, по силовим вправам) та отримати особисту програму та вказівки, які будуть враховувати певні потреби та власні можливості.

## Класифікація фізичних вправ
Розрізняють декілька видів фізичних вправ: цілісні, розмежовані, підвідні, показові тощо. Також їх розподіляють на: повторювані, неповторювані, змішані та статичні, динамічні чи поєднані.
Окремо розглядаються комплекси фізичних вправ (оздоровчі, силові) і комплекси вправ гігієнічної гімнастики, комплекси вправ у різних видах спорту й комплекси відновлювальних (корегувальних) вправ, що використовують в лікувальній фізичній культурі (застосовуються після перенесених травм і захворювань з метою відновлення організму).

### Типи вправ

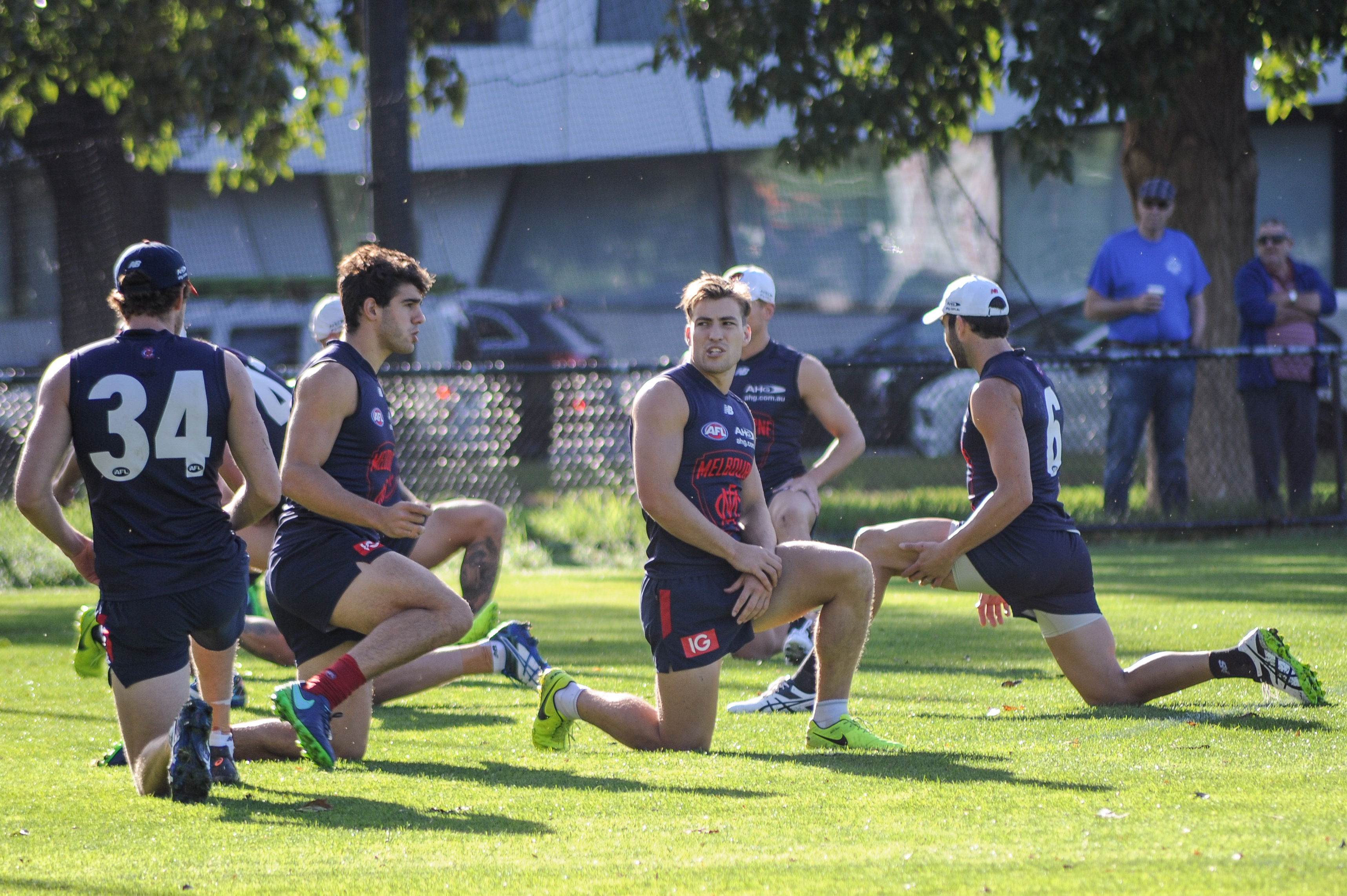
Розтяжка під час тренувань

- Розтяжка під час тренуваньСилові вправи — такі як піднімання штанги, підтягування — спрямовані на збільшення м'язової маси і додавання більшої сили м'язам.
- Кардіо вправи — наприклад, їзда на велосипеді, біг, плавання, біг на лижах — зосереджуються на збільшенні витривалості та зниженні ваги тіла
- Вправи на розтяжку м'язів — спрямовані на поліпшення гнучкості тіла.
- Статичні (планка, шпагат) та динамічні (стрибки у висоту, присідання) вправи.

### Види тренувань

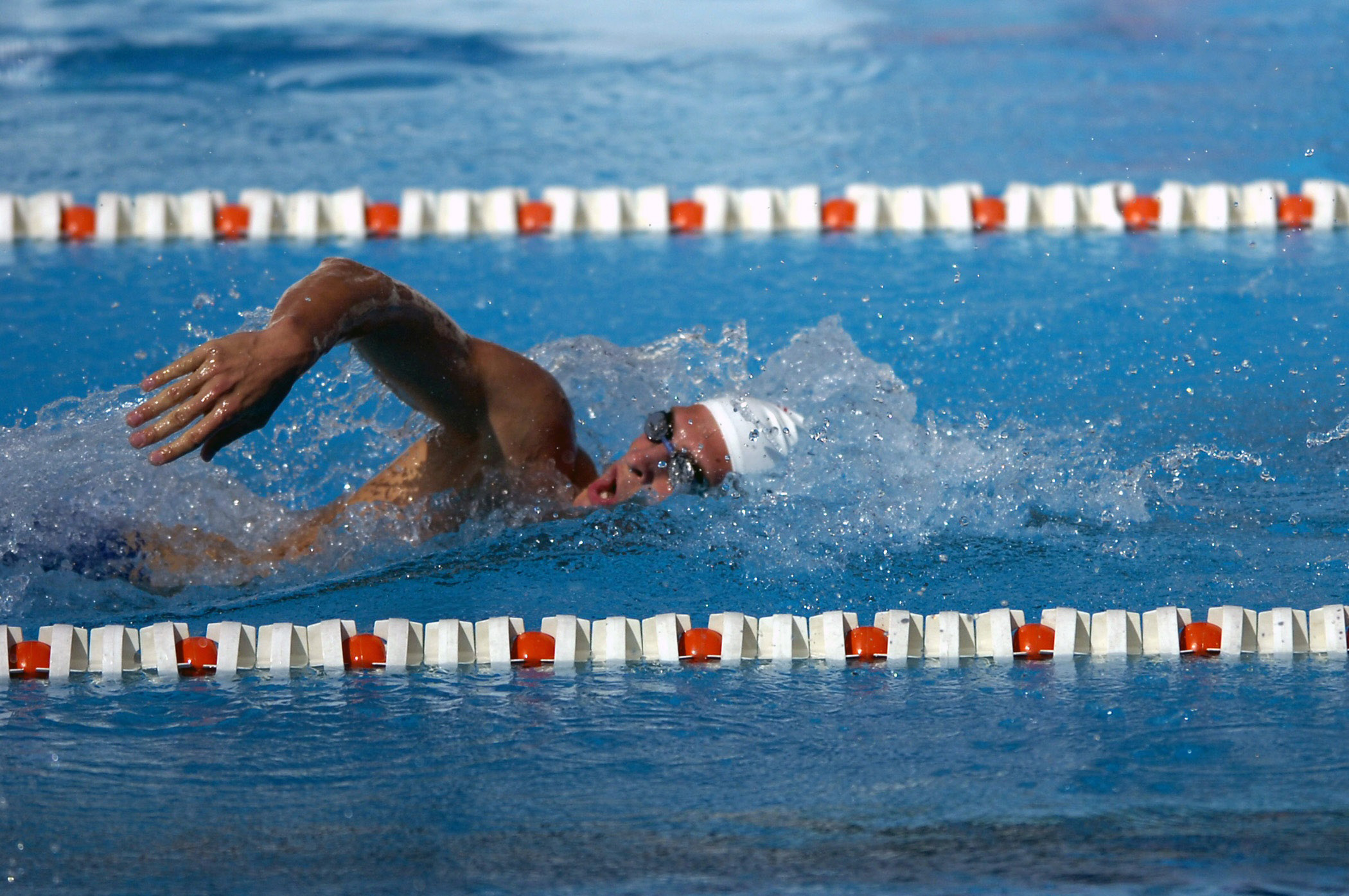
Плавання в басейні

- Плавання в басейніАеробне тренування — тренування з великим числом повторень, спрямоване на поліпшення витривалості.
- Анаеробне тренування — виконання вправ з великим обтяженням, спрямоване на розвиток сили.
- Інтервальне тренування — заняття, покликане поєднати найкраще від анаеробних та аеробних тренувань
- Гіпоксичне тренування — тренування професійних спортсменів, призначене для зменшення періоду акліматизації.

Фізичні вправи можуть також передбачати тренування, яке спрямовує зусилля на точності, спритності, силі та швидкості.
Іноді використовуються терміни «динамічний» та «статичний». «Динамічні» вправи сприяють зниженню діастолічного артеріального тиску під час фізичних вправ, завдяки поліпшенню кровотоку. І навпаки, статичні вправи (наприклад, підняття ваги) можуть значно підвищувати систолічний тиск (під час вправи).

## Користь для здоров'я

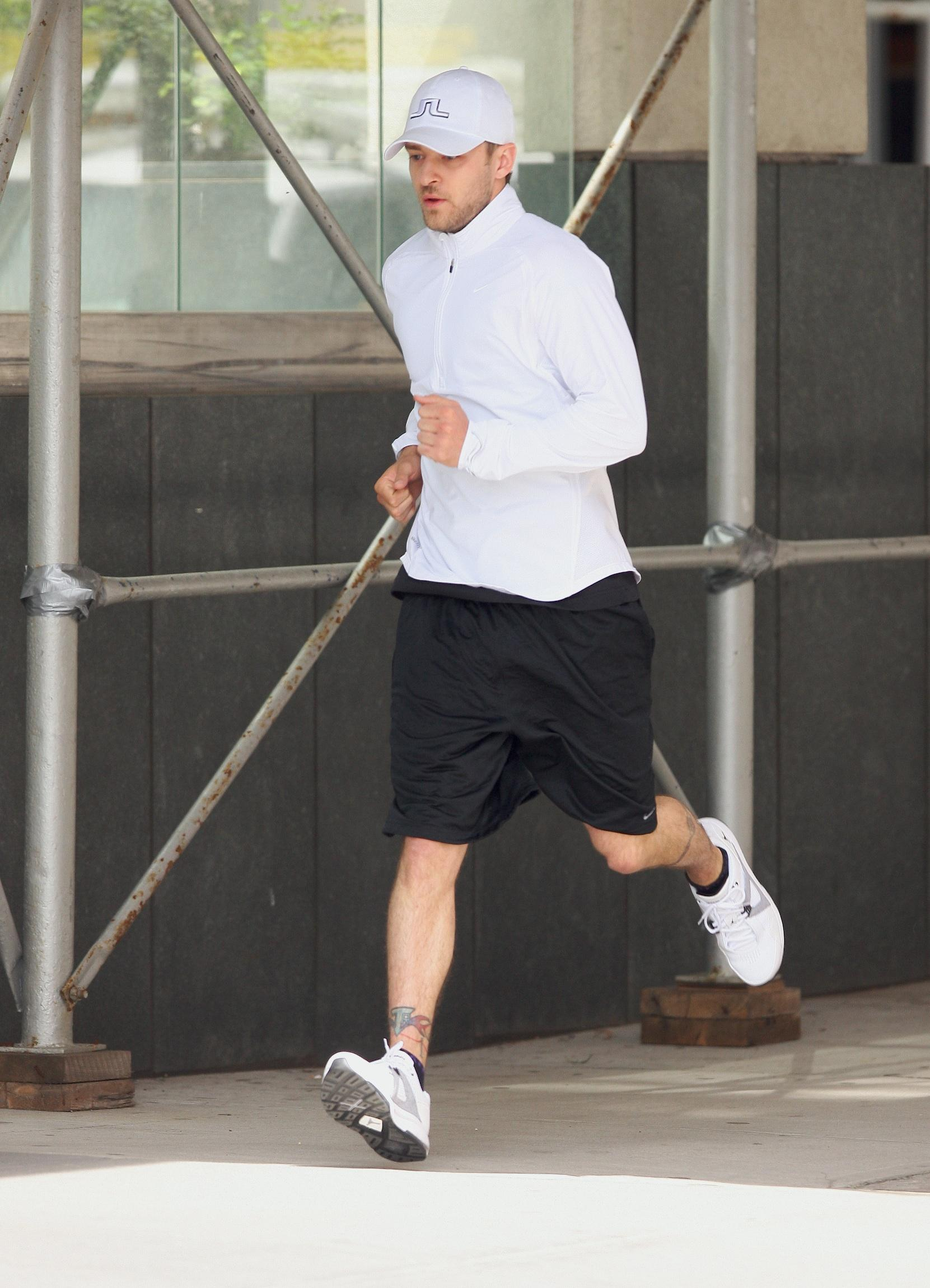
Регулярні помірні фізичні вправи мають значний плив на покращення здоров'я

Всесвітня організація охорони здоров'я (ВООЗ) вирізняє такі головні позитивні впливи фізичної активності на здоров'я:
- Фізична активність має значні переваги для здоров'я серця, тіла та розуму.
- Фізична активність сприяє запобіганню та лікуванню неінфекційних захворювань.
- Фізична активність зменшує наслідки депресії та тривоги.
- Фізична активність покращує навички мислення, навчання[4] та прийняття рішень.
- Фізична активність забезпечує здорове зростання і розвиток молоді.
- Фізична активність покращує загальне самопочуття.

Люди, які регулярно виконують фізичні вправи здоровіші, щасливіші, живуть довше й молодші епігенетично, та мають нижчий ризик захворюваності, зокрема, на хвороби серця та онкологічні захворювання. Такі люди частіше мають здорову вагу тіла (індекс маси-тіло), більше м'язової тканини та менше жирової. Дослідження показують, що регулярні фізичні вправи знижують ризики смертності від усіх природних причин, а саме 2,5 години на тиждень (відповідно 30 хвилин помірної активності на день протягом 5 днів на тиждень) порівняно з ніякою активністю, пов'язано зі зниженням ризику смертності від усіх причин на 19 %, тоді як 7 годин помірних навантажень на тиждень — на 24 %.

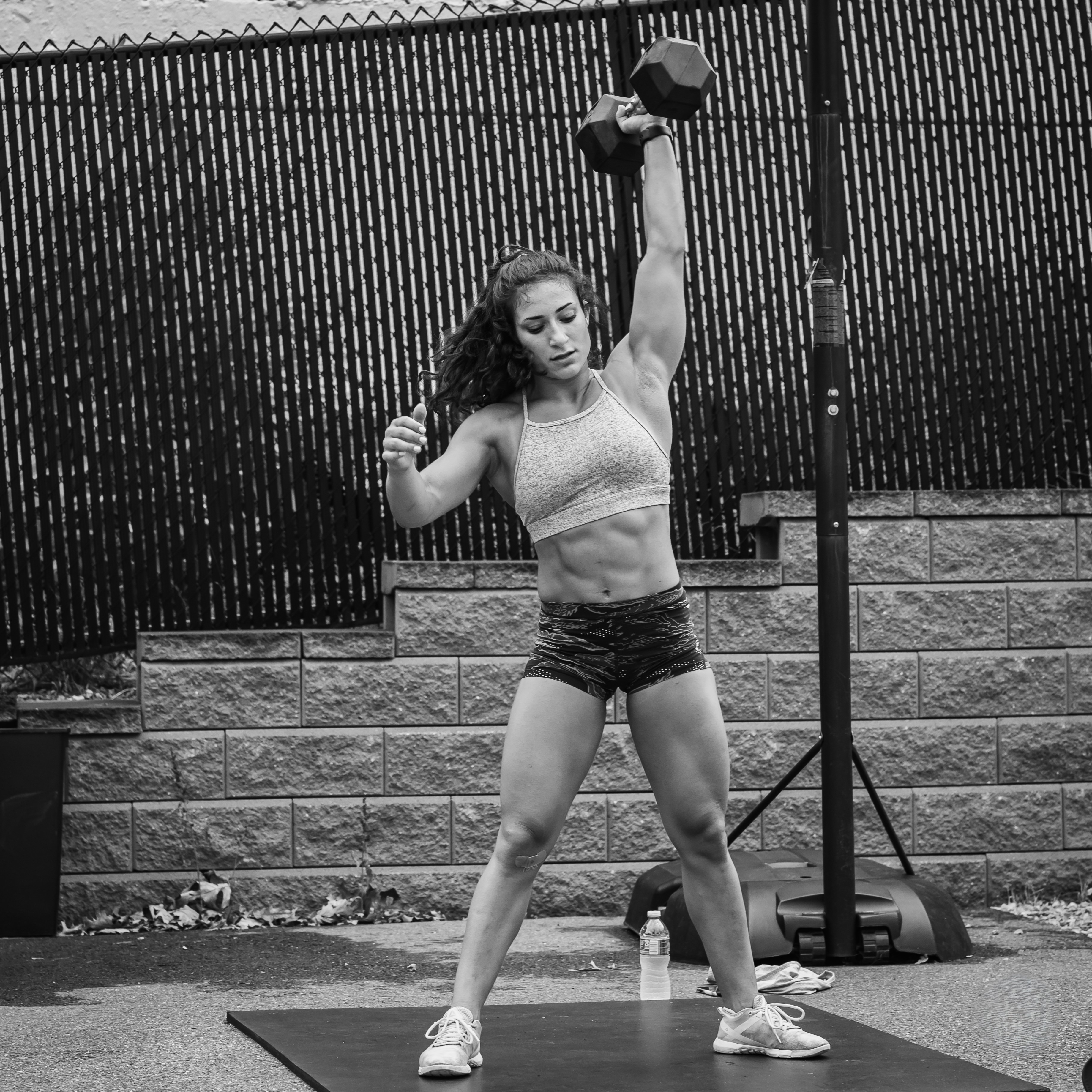
Високоінтенсивне інтервальне тренування є найефективнішим типом тренувань для зменшення жирової маси тіла

До того-ж довільна фізична активність (фізичні вправи, прогулянки, активний транспорт) пов'язана з нижчим рівнем смертності від усіх причин, натомість важка фізична активність на роботі чи городі, не має такого здорового впливу на організм або обумовлена вищим рівнем фізичної завантаженості, що може бути пов'язано з меншим внеском аеробного навантаження під час фізичної роботи. Таким чином, дозвільна фізична активність потрібна і для людей, залучених до важкої фізичної праці.
Регулярні фізичні вправи є потужним регулятором чутливості до інсуліну та загального системного метаболізму як через швидкі реакції, викликані кожним тренуванням, так і через хронічну адаптацію. Завдяки цьому, постійні фізичні вправи значно знижують ризики хронічних метаболічних захворювань, зокрема діабет 2 типу та неалкогольну жирову хворобу печінки.
Добровільні фізичні вправи можуть покращити навчання та розумову працездатність, покращити нейропластичність і пам'ять (покращити кровотік в мозку, підвищити рівень нейротрофічного фактора мозку (BDNF) та інших факторів росту), стимулювати нейрогенез та підвищити стійкість мозку до негативних чинників. З’являється все більше доказів того, що регулярні фізичні вправи можуть сприяти мітохондріальному біогенезу в нейронах мозку, що може сприяти покращенню когнітивних функцій (пам'ять, увага, мислення) і настрою. Це призвело до зацікавленості у використанні фізичних вправ як немедикаментозного втручання для нейродегенеративних розладів та інших неврологічних станів. Дослідження протягом 44 років 1462 жінок віком від 38 до 60 років показало, що висока фізична підготовленість сповільнила вік початку деменції на 9,5 років порівняно з середньою фізичною підготовленістю. Дослідження 2022 року показало, що кількість фізичної активності позитивно корелює з масою сірої речовини мозку.
Також ціла низка наукових досліджень доводить дієвість використання крокомірів або подібних мобільних застосунків, для підвищення рівня фізичної активності, і навіть доводить, що їх використання сприяє поліпшенню стану здоров'я людей. Вони показують, що після початку використання крокоміра, рівень фізичної активності людей підвищувався, а разом із ним покращувалися й їхні фізичні показники.

### Переваги помірних фізичних вправ
Фізичні вправи:
- Розганяють серцевий ритм, і тим самим покращують кровообіг, забезпечуючи посилення обмінних процесів у тканинах організму
- Омолоджують організм, роблять людину більш здоровою, запускають процеси уповільнення старіння і відновлення клітин.
- Сприяють зміцненню м'язів
- Запобігають розширенню вен
- Надають гарний колір обличчя
- Підтримують пружність шкіри
- Сприяють виправленню постави
- Сприяють нормалізації ваги
- Зміцнюють кістки
- Надають гнучкість суглобам та зв'язкам
- Прищеплюють смак до постійного та досконалого рівня життя

## Інтенсивність
Фізична активність може бути будь-якої інтенсивності, від простого посмикування м'яза до повного спринту. З практичної точки зору фізичну активність можна розглядати як континуум від сидячої поведінки до енергійної активності. Інтенсивності в основному класифікуються відповідно до витрат енергії, використовуючи стандартний показник інтенсивності, метаболічні еквіваленти (MET). Широкі категорії — сидяча поведінка, легка активність, помірна активність та енергійна активність.

### Приклади діяльності на кожній інтенсивності
Приклади діяльності, представлені нижче, є саме такими, прикладами. Залежно від особистості та задіяної діяльності, діяльність може перекривати категорії інтенсивності або повністю змінювати категорії.
| Інтенсивність                      | Приклад діяльності                                                |
| ---------------------------------- | ----------------------------------------------------------------- |
| Сидяча поведінка                   | Сидячи, лежачи                                                    |
| Стоячи                             | Стоячи на місці                                                   |
| Легка фізична активність (LPA)     | повільна ходьба, перетасовка по дому                              |
| Помірна фізична активність (MPA)   | Швидка ходьба, біг підтюпцем, легке плавання, сходження по сходах |
| Енергійна фізична активність (VPA) | Швидкий біг, швидкий їзда на велосипеді, спринт                   |

Показано, що фізична активність зменшує тривожність як стан (індивідуальні фізичні вправи, без перерви), тривожність як властивість особистості (безперервне виконання, «вправа» певних фізичних навантажень), психофізіологічні ознаки тривожності — артеріальний тиск і частота серцевих скорочень (помірні фізичні навантаження можуть призвести до зниження інтенсивності короткочасної фізіологічної реактивності та стимулювати відновлення від короткочасних фізіологічних стресорів (Biddle & et al., 2000)). Для людей з важким депресивним епізодом та тривожним розладом найефективнішими виявилися тривалі та короткі прогулянки, а для людей з розладами зловживання наркотичними речовинами, біполярним розладом та частою психотичною декомпенсацією «напружена» гімнастика та катання виявилися найбільш ефективними.

## Харчування та відновлення
Основні статті — Раціональне харчування, Здорове харчування.
Раціональне харчування так само важливе для здоров'я, як і фізичні вправи. Під час фізичних вправ стає ще потреба в адекватному харчуванні збільшується, щоб забезпечити достатю кількість макроелементів (білки, жири й вуглеводи включно з харчовими волокнами), вітамінів і мікроелементів, оптимальну кількість води (приблизно 1/30 від маси тіла на добу), щоб допомогти організму відновитися після фізичних навантажень.
Активне рухливе відновлення після важких вправ (ходьба, легкі вправи, розтяжка) покращує кровотік в м'язах, сухожилках, суглобах, кістках та інших тканинах, що сприяє швидшому відновленню організма.

## Галерея
